# Twiningia areolata
Twiningia areolata är en insektsart som beskrevs av Beamer 1942. Twiningia areolata ingår i släktet Twiningia och familjen dvärgstritar. Inga underarter finns listade i Catalogue of Life.